# Antoine Bernard Carrelet de Loisy
Antoine Bernard Carrelet de Loisy est un homme politique français né le 1er décembre 1764 à Dijon (Côte-d'Or) et décédé le 11 octobre 1838 au même endroit. Il est député de Saône-et-Loire de 1820 à 1827.

## Biographie
Avocat, il est conseiller au Parlement de Bourgogne en 1783, avec dispense d'âge. Maire de Terrans en 1803, conseiller général de 1810 à 1831, il est président du conseil général de Saône-et-Loire en 1816, 1818, 1820, 1821, 1823 et de 1825 à 1827. Élu député de Saône-et-Loire de 1820 à 1827, siégeant au centre et soutenant les ministères de la Restauration, il est vice-président de la Chambre des députés. Il était conseiller à la cour d'Appel de Dijon en 1811 et conseiller municipal de Dijon en 1815.
En 1814 il est fait chevalier de la Légion d'honneur.
Un de ses fils, Édouard Carrelet de Loisy (1802-1887), propriétaire agriculteur au château d'Epiry à Saint-Émiland, fut conseiller général du canton de Couches de 1852 à 1871.

## Sources
- « Antoine Bernard Carrelet de Loisy », dans Adolphe Robert et Gaston Cougny, Dictionnaire des parlementaires français, Edgar Bourloton, 1889-1891 [détail de l’édition]